# Heterocypha vitrinella
Heterocypha vitrinella – gatunek ważki z rodziny Chlorocyphidae; jedyny przedstawiciel rodzaju Heterocypha. Występuje w stanach Asam i Meghalaya w północno-wschodnich Indiach.